# Jakob Poulsen
Jakob Bendix Uhd Poulsen (Varde, Dánia, 1983. július 7. –) dán labdarúgó, aki jelenleg az Midtjyllandban játszik középpályásként. A dán válogatott tagjaként ott volt a 2010-es világbajnokságon és a 2012-es Európa-bajnokságon is.

## Pályafutása

### Esbjerg
Poulsen 1999-ben került az Esbjerg ifiakadémiájára, az első csapatban 2001 szeptemberében mutatkozott be. Miután Ove Pedersen lett a menedzser, állandó tagja lett a csapatnak, a 2002/03-as idényben 33 bajnokiból 21-en pályán volt. A következő szezonban már egy mérkőzésről sem hiányzott.

### Heerenveen
2006 januárjában leigazolta a holland Heerenveen, ahol három és fél éves szerződést írt alá. Egy hónappal később megsérült, így csak hét meccsen játszhatott a csapatnál töltött első fél évében. 2006 őszére a jobbhátvéd, Gianni Zuiverloon cseréje lett, és kijelentette, nincs megelégedve a menedzser, Gertjan Verbeek motivációs képességeivel. 2007 tavaszától már főképp szélsőként lépett pályára, de még mindig nem tudott állandó helyet szerezni magának a csapatban, általában csak csereként kapott lehetőséget. 2008 elejére beverekedte magát a kezdőbe, de az új menedzser, Trond Sollied irányítása alatt ismét mellőzötté vált, így elhagyta a csapatot.

### AGF Aarhus
Poulsen 2008 augusztusában visszatért Dániába, az AGF Aarhushoz igazolt, ahol ismét együtt dolgozhatott korábbi menedzserével, Ove Pedersennel. Rögtön a kezdőcsapatba került, szeptemberben, az Aalborg ellen megszerezte első gólját is, amit később megválasztottak a hónap találatának. A 2008/09-es szezon végén bekerült az év álomcsapatába, és a dán élvonal legjobbjának is megválasztották. 2010 januárjában ajánlatot tett érte a Lazio, melyet az AGF el is fogadott, Poulsen viszont nemet mondott, mivel nem akarta kockáztatni a helyét a dánok 2010-es vb-keretében. Februárban bokasérülést szenvedett, így csak hat meccsen játszhatott a tavaszi szezonban, csapata pedig végül kiesett az első osztályból.

### Midtjylland
A világbajnokság után az angol Wigan Athletic és a német 1. FC Köln is szerette volna leigazolni, de ő a Midtjyllandot választotta. Két szezont töltött a csapatnál, ezalatt 46 bajnokin lépett pályára és kilenc gólt szerzett.

### AS Monaco
A 2012-es Európa-bajnokság után az AS Monacóhoz igazolt.

## Válogatott
Poulsen 16 mérkőzésen lépett pályára a dán U21-es válogatottban, ott volt a 2006-os U21-es Eb-n is, de a tornán nem lépett pályára. A felnőtt válogatottban 2009 februárjában, Görögország ellen debütált. Első gólját 2009. október 10-én, Svédország ellen szerezte. Bekerült a 2010-es vb-re utazó keretbe. A Kamerun és a Japán ellen csoportmeccseken is csereként kapott lehetőséget. Ott volt a 2012-es Eb-n is, ahol Portugália és Németország ellen lépett pályára.

## Fordítás
- Ez a szócikk részben vagy egészben  a   Jakob Poulsen című angol Wikipédia-szócikk fordításán alapul.  Az eredeti cikk szerkesztőit annak laptörténete sorolja fel. Ez a jelzés csupán a megfogalmazás eredetét és a szerzői jogokat jelzi, nem szolgál a cikkben szereplő információk forrásmegjelöléseként.